# Лаоссина
Ла́оссина, также Ла́осина (эст. Laossina), ранее Клавшино (эст. Klavšino), Клавшина, Лаосино (эст. Laosino), Лаосина (эст. Laosino) — деревня в волости Сетомаа уезда Вырумаа, Эстония. Исторически относится к нулку Полода.
До административной реформы местных самоуправлений Эстонии 2017 года входила в состав волости Микитамяэ уезда Пылвамаа.

## География и описание
Расположена на границе Эстонии и России, на берегу озера Ляммиярв, напротив острова Колпина (сету Kulkna). Расстояние до уездного центра — города Выру — 37 километров, до волостного центра — посёлка Вярска — 8 километров. Высота над уровнем моря — 37 метров.
На территории деревни находится часть заповедника Люйбнитса (площадь 1550,5 га), входящего в природоохранную сеть Натура 2000.
Климат [переходный от морского к континентальному. Официальный язык — эстонский. Почтовый индекс — 64308.

## Население
По данным переписи населения 2021 года, в Лаоссина насчитывалось 27 жителей, из них 23 (85,2 %) — эстонцы.
По данным переписи населения 2011 года, в деревне проживали 29 человек, из них 27 (93,1 %) — эстонцы (сету в перечне национальностей выделены не были).
Численность населения деревни Лаоссина по данным переписей населения СССР и Департамента статистики Эстонии:
| Год  | 1959 | 1970 | 1979 | 1989 | 2000 | 2011 | 2017 | 2018 | 2019 | 2020 | 2021 |
| ---- | ---- | ---- | ---- | ---- | ---- | ---- | ---- | ---- | ---- | ---- | ---- |
| Чел. | 96   | ↘ 63 | ↘ 40 | ↘ 29 | ↘ 26 | ↗ 29 | ↘ 28 | ↘ 26 | ↘ 22 | ↗ 26 | ↗ 27 |

## История
В письменных источниках 1780 года упоминается Клавшина, 1872 года — Клавшино, 1886 года — Laosina, 1903 года — Wana Laosina, Järwe Laosina, 1904 года — Laossina, Кла́вшино, 1922 года — Klavišno, 1923 года — Laosino.
На военно-топографических картах Российской империи (1846—1880 годы), в состав которой входила Лифляндская губерния, деревня обозначена как Кляушенъ.
В XVIII веке Лаоссина (Клавшина) относилась к приходу Вярска, в XIX веке — к общине Любница и приходу Колпино. Деревня состоит из нескольких частей: на западе — Лийвакюля или Лийва-Лаоссина (в начале XX века была самостоятельной деревней, в 1885 году упоминалась как Ново-Клавшино), на юге — Мытскюля, в центре — Ванакюля, на севере — Люютья (эст. Lüütjä), место бывшей скотоводческой мызы.
На территории деревни находятся два древних селища (относятся ко второй половине I тысячелетия), часовня (на языке сету «цяссон») в честь Рождества Богородицы (построена, вероятно, в 1865 году) и средневековое кладбище, которое используется и в настоящее время (внесены в Государственный регистр памятников культуры Эстонии).
Как памятники археологии, под охраной государства на территории деревни находятся пять близко расположенных длинных могильных курганов, относящихся к шестому-десятому тысячелетиям н. э..
В 1880 году в деревне работали три завода по производству чернил.
В 1949 году в деревне был создан колхоз «Мяэ», который в 1951 году объединился с колхозом «Выханду» в один большой колхоз «Раху Выйт». Последний в 1958 году закончил свою деятельность, и был основан совхоз «Ряпина-Выханду», просуществовавший до 1993 года.
Лаоссина относится к типу «уличных поселений», где дворы стоят близко друг к другу по обе стороны дороги. По состоянию на 2003 год отдельно стоящих хуторов в деревне было только два.

## Происхождение топонима
Предполагается, что название деревни происходит от христианского личного имени Nicolaus > Laos. Эстонский языковед Юри Труусманн связывал топоним с латвийским словом klausīt («слушать»). Согласно лингвисту Тартуского университета Анжелике Штейнгольде, топоним Клавшино произошёл от личного имени Клавдий > Кла(в)ша.

## Комментарии
1. ↑  Эстонские топонимы, оканчивающиеся на -а, не склоняются и не имеют женского рода (исключение — Нарва)[10].